# Nora Bayes
Nora Bayes (nacida Rachel Eleonora "Dora" Goldberg; 3 de octubre de 1880 – 19 de marzo de 1928) fue una cantante y artista de vodevil estadounidense que gozó de gran popularidad internacional entre los años 1900 y 1920. Se le atribuye la coautoría de la canción "Shine On, Harvest Moon" e interpretó muchas canciones de éxito durante la Primera Guerra Mundial, entre ellas "Over There". También destacó por sus opiniones independientes y su vida privada poco convencional, lo que la convirtió en una de las primeras celebridades mediáticas. Grabó más de 160 discos.

## Vida y carrera

### Primeros años
Nació en 1880 en Chicago, hija de Rachel y David Goldberg, un tabernero de origen polaco. Al parecer, al nacer le pusieron el nombre tradicional de la familia, Rachel, pero se la conocía como Eleonora, o "Dora", como apodo. Creció en una estricta familia judía ortodoxa y se mudó con sus padres a Milwaukee, Wisconsin, en su adolescencia. En 1899 se casó con el vendedor Otto Gressing.
Vivieron en Joliet, Illinois, y con la esperanza de iniciar una carrera en el teatro, comenzó a actuar en concursos de talentos en la cercana Chicago. Adoptó el nombre artístico de Nora Bayes: "Nora" como forma abreviada de Eleonora y "Bayes" porque, según cuenta una historia, un director de escena local le dijo que no tendría una buena carrera con el nombre de Goldberg. Le sugirió que buscara un nombre en el alfabeto hebreo y recitó "Aleph, bays...", pero ella lo interrumpió y sugirió Bayes.

### Primeros años de carrera
A finales de 1900, Helen Cohan, la madre de George M. Cohan, vio a Bayes actuar en un vodevil en Chicago. Bayes se unió a una compañía itinerante, actuando en San Luis, Misuri, y luego en California, antes de decidir avanzar en su carrera y mudarse con su esposo a la ciudad de Nueva York. Su popularidad como actriz cómica y cantante fue en aumento, y en 1902 comenzó a interpretar la canción de Harry Von Tilzer "Down Where the Wurzburger Flows", que interpretó en el Orpheum Theatre de Brooklyn y que se convirtió en su primer gran éxito.
Durante los años siguientes, Bayes actuó en teatros cada vez más prestigiosos de Nueva York, realizó giras por todo el país y, entre 1904 y 1907, realizó varias giras por Europa. Actuó por primera vez en Londres en diciembre de 1905 y tuvo un éxito inmediato. Tras regresar a Estados Unidos, actuó regularmente en el circuito teatral de B. F. Keith. Ella y Gressing se divorciaron en 1907 y, poco después, el empresario Florenz Ziegfeld se puso en contacto con ella para protagonizar un nuevo espectáculo teatral, The Follies of 1907.
El espectáculo, que pronto pasó a llamarse The Ziegfeld Follies, fue un gran éxito y consolidó el estatus de Bayes, convirtiéndola en una de las artistas femeninas mejor pagadas del mundo. Ziegfeld contribuyó a su fama diciendo falsamente a la prensa que Bayes solo comía piruletas para mantener su figura.
En 1908, Bayes se casó con su compañero de profesión Jack Norworth, y la pareja se convirtió en celebridades mediáticas. Actuaron juntos y se les atribuyó la coautoría de la exitosa canción "Shine On, Harvest Moon", incluida en Ziegfeld Follies de 1908, junto con otras canciones del espectáculo. Bayes era la artista estrella, con un salario mucho más alto que el de Norworth, y a veces desafiaba la autoridad de los directores y promotores del teatro. Abandonó el Ziegfeld Follies de 1909 debido a un desacuerdo con Ziegfeld sobre la contratación de una nueva estrella en ascenso llamada Sophie Tucker; Ziegfeld demandó entonces a Bayes por incumplimiento de contrato, lo que le impidió actuar en otros teatros durante varios meses.
Ella y Norworth volvieron al circuito de vodevil, en el espectáculo Miss Innocence, y exigieron un salario aún más alto que antes. "Los críticos señalaron que Bayes triunfó gracias a su exuberante voz, su sensibilidad hacia los gustos del público y su disposición a burlarse de sí misma, incluyendo bromas sobre su origen judío y sus matrimonios fallidos." En 1910, aparecieron juntos en el espectáculo de Lew Fields, The Jolly Bachelors.
En 1910, Bayes realizó sus primeras grabaciones para la Victor Talking Machine Company y obtuvo un éxito inmediato con "Has Anybody Here Seen Kelly", una versión americanizada de una canción británica. Ella y Norworth grabaron y continuaron actuando juntos hasta su último espectáculo, The Sun Dodgers, en 1912. Para entonces, sus relaciones personales y profesionales eran turbulentas, y se divorciaron en 1913. Un mes más tarde, Bayes se casó con Harry Clarke, actor y bailarín; se divorciaron en 1915. En 1913, llevó una peluca verde como reclamo, lo que provocó una moda local de pelucas de colores.

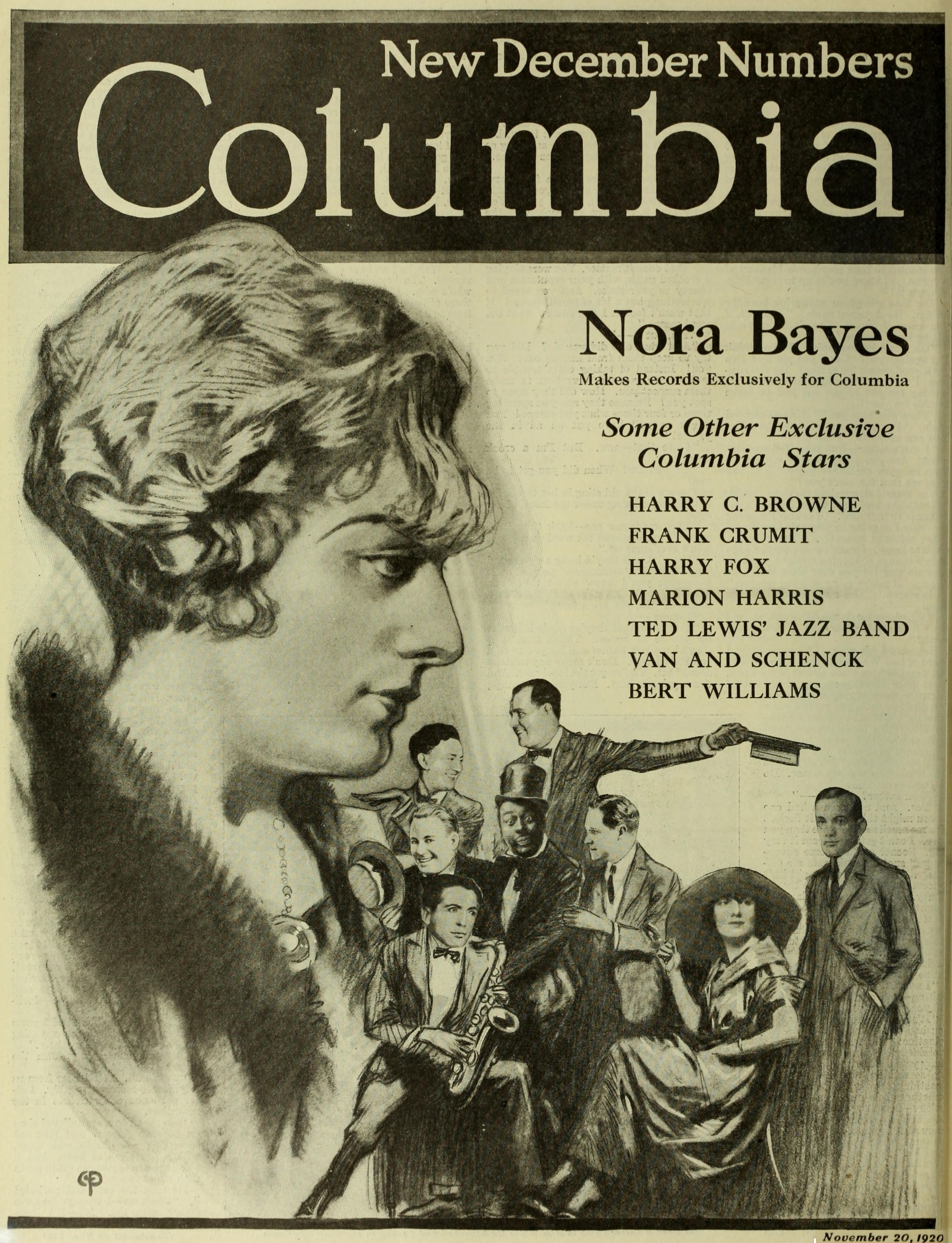
Nora Bayes con Columbia.

Bayes siguió cosechando éxitos en el circuito de vodevil de Keith, anunciada como "la mejor comediante solista del mundo", antes de reunirse brevemente con Norworth en la revista musical de Broadway Odds and Ends of 1917. A continuación, lanzó su propio espectáculo en solitario y protagonizó el musical Ladies First en 1918, en el que apareció junto al joven pianista George Gershwin. También volvió a grabar y obtuvo uno de sus mayores éxitos con la patriótica canción de la Primera Guerra Mundial "Over There", escrita por George M. Cohan. Firmó un nuevo contrato con Columbia Records y grabó más de sesenta canciones para el sello durante los siguientes seis años. Entre sus grabaciones más exitosas para Columbia se encuentran "How Ya Gonna Keep 'em Down on the Farm (After They've Seen Paree)?" (1919) y "Make Believe" (1921). En 1920 tuvo un gran éxito con "Broadway Blues", con letra de Arthur Swanstrom y música de Carey Morgan.

### Carrera posterior
Se casó por cuarta vez en 1920 con el actor y artista Arthur Gordon (a veces conocido como Gordoni). Adoptaron tres (posiblemente cuatro) hijos juntos, pero se divorciaron en 1922 tras dos años de matrimonio. Para entonces, el éxito de Bayes estaba decayendo; no grabó ningún disco tras la finalización de su contrato con Columbia en 1923, sus contrataciones disminuyeron y actuaba en salas más pequeñas. Se negó a participar en la creciente industria cinematográfica, alegando que ganaría demasiado dinero y que "la angustia mental que sufriría me impediría disfrutar de la vida. No, señor. No quiero trabajar en el cine!"

A principios de la década de 1920, realizó varios viajes a Europa con sus hijos adoptivos. Bayes fue descrita como «sin duda la artista femenina más popular del vodevil durante gran parte del primer cuarto del siglo 20". Un investigador comentó:
Bayes se negó a obedecer las normas sociales que regían las expectativas sobre cómo debían comportarse las mujeres. Su vida personal llamó la atención de la prensa: fue objeto de innumerables titulares por sus contratos teatrales rotos y sus cinco divorcios. Sus matrimonios fueron noticia en todo el mundo. Cuando se supo la noticia de su quinto matrimonio, un periódico australiano publicó su consejo a las esposas: “tan pronto como una se aburra, debe asegurarse el divorcio.” La prensa no sabía qué era más impactante, si sus divorcios o el hecho de que hubiera rescindido su contrato con Florenz Ziegfeld.

## Muerte y legado
Bayes se casó de nuevo en 1925 con el empresario neoyorquino Ben Friedland, en una ceremonia celebrada a bordo de un barco. Continuó actuando hasta 1927. Sin embargo, para entonces ya estaba enferma y visiblemente debilitada por un cáncer de estómago que padecía desde hacía varios años. Murió en el Jewish Hospital of Brooklyn en 1928, a los 47 años.
Friedland se negó a permitir que sus restos fueran enterrados antes de su propia muerte, por lo que su ataúd permaneció en una cripta durante dieciocho años. Friedland murió en 1946 y ella fue enterrada junto a él en el Cementerio de Woodlawn de Nueva York. No se colocó una lápida hasta 2018, cuando Michael Cumella, un admirador de Bayes, hizo los arreglos necesarios para que se añadiera una a su tumba.
La película de 1944 Shine On, Harvest Moon, protagonizada por Ann Sheridan en el papel de Bayes, es un relato muy ficticio de su vida con Jack Norworth, que aún vivía en ese momento, pero que no participó en el proyecto.